# Oreol Camejo
Oreol Camejo Durruthy (22 luglio 1986) è un pallavolista cubano naturalizzato russo, schiacciatore degli Hiroshima Thunders.

## Biografia
Nella sua famiglia è il secondo di tre figli pallavolisti: i fratelli Osmany, nato nel 1983, e Osmel, nato nel 1989, sono entrambi pallavolisti e, come Oreol, hanno vestito la maglia della nazionale cubana.

## Carriera

### Club
La carriera di Oreol Camejo inizia nei tornei amatoriali cubani, ai quali prende parte con la squadra del Ciudad Habana.
Nella stagione 2010-11 approda nella Superliga brasiliana col GRER di Araçatuba, dove giocando per due annate vince un Campionato Paulista e raggiunge una finale scudetto. Nella stagione 2012-13 approda nella V-League sudcoreana coi LIG Greaters, che lascia già nella stagione successiva, andando a giocare per due annate nella Superliga russa con la Lokomotiv Novosibirsk; tra le due esperienze, nel 2013, fa una breve apparizione in Qatar, dove difende i colori dell'Al-Ahly Doha nella Coppa dell'Emiro.
Nel campionato 2015-16 è nuovamente in Corea del Sud, ma questa volta con gli Hyundai Skywalkers, raggiungendo le finali scudetto e ricevendo i premi di MVP del 5º round e miglior schiacciatore; al termine degli impegni ritorna brevemente in Qatar, dove disputa la Coppa del Qatar e la Coppa dell'Emiro con l'Al-Jaish. Nel campionato seguente approda in Cina, dove difende i colori del Beijing; dopo gli impegni con la formazione asiatica, è nuovamente in Qatar, questa volta ingaggiato dall'Al-Rayyan, con cui raggiunge la finale della Coppa del Qatar e conquista la Coppa dell'Emiro.
Nella stagione seguente torna in Russia, giocando per lo Zenit San Pietroburgo: si lega ai colori del club pietroburghese per quattro annate, disputando diverse finali in ambito nazionale, ma senza riuscite ad aggiudicarsi alcun titolo. Si trasferisce quindi in Turchia, dove nel campionato 2021-22 prende parte alla Efeler Ligi con lo Ziraat Bankası, conquistando la Supercoppa turca, mentre nel campionato seguente torna a indossare la casacca degli Hyundai Skywalkers.
Fa ritorno allo Ziraat Bankası nella stagione 2023-24, vincendo ancora una Supercoppa turca, ma già nella stagione seguente cambia nuovamente casacca, approdando nella SV.League giapponese grazie all'ingaggio da parte degli Hiroshima Thunders.

### Nazionale
Fa parte della nazionale Under-21 cubana in occasione del campionato mondiale 2005, dove conquista la medaglia di bronzo.
Nel 2005 entra a far parte della nazionale cubana, vincendo la medaglia di bronzo alla Coppa America; dopo l'argento ai XX Giochi centramericani e caraibici, nel 2007 si aggiudica la medaglia di bronzo ai XV Giochi panamericani, alla Coppa America ed al campionato nordamericano; dopo la medaglia d'oro alla Coppa America 2008 lascia la nazionale per poter giocare all'estero.

## Palmarès

### Club
- Coppa del Qatar: 1

2017
- Supercoppa turca: 2

2021, 2023
- Campionato Paulista: 1

2010

### Nazionale (competizioni minori)
- Campionato mondiale Under-21 2005
- Coppa America 2005
- Giochi centramericani e caraibici 2006
- Giochi panamericani 2007
- Coppa America 2007
- Coppa America 2008

### Premi individuali
- 2016 - V-League: MVP 5º round
- 2016 - V-League: Miglior schiacciatore